# Digidentis
Digidentis is een geslacht dat behoort tot de familie van de Chromodorididae. Het geslacht bestaat uit 3 soorten.

## Soorten
- Digidentis arbuta
- Digidentis kulonba
- Digidentis perplexa